# Petrovice (okres Rakovník)
Petrovice (Duits: Petrowitz) is een Tsjechische gemeente in de regio Midden-Bohemen en maakt deel uit van het district Rakovník, ongeveer 8 km ten zuidwesten van de stad Rakovník.
Petrovice telt 273 inwoners.

## Geschiedenis
De gouverneur van Křivoklát, Petr Holý van Chrást, verwierf in 1507 het dorp Hlivojedy en in 1510 het dorp Jezvece en stichtte in 1519, ongeveer halverwege beide dorpen, een nieuwe nederzetting onder de naam Petrovice (afgeleid van zijn eigen naam).
Volgens een volksverhaal werd in de 17e eeuw door drie meisjes uit Petrovice de Maagd Maria gezien bij de plaatselijke waterbron. Kort daarop werd ontdekt dat het water van deze bron geneeskrachtige eigenschappen bezat door zijn hoge gehalte aan ijzer en koolzuur. Petrovice werd zo een bestemming voor pelgrims, vooral voor hen die aan gewrichtsziekten leden. Tegenwoordig wordt hier elk jaar de Mariabedevaart gehouden op de eerste zondag van juli.

## Verkeer en vervoer

### Wegen
De weg II/229 Rakovník - Kralovice loopt door de gemeente.

### Spoorlijnen
Er is binnen de gemeente Petrovice geen spoorlijn of station. Het dichtstbijzijnde station is station Zavidov, 1,5 km vanaf het dorp gelegen aan spoorlijn 162 van Rakovník naar Kralovice.

### Buslijnen
Het dorp wordt bediend door 1 buslijn. Deze lijn rijdt op werkdagen 19 ritten vanuit Rakovník en stopt daarbij in Petrovice bij de halte Petrovice, Dorp. In het weekend rijdt er slechts 1 rit per dag.

## Bezienswaardigheden

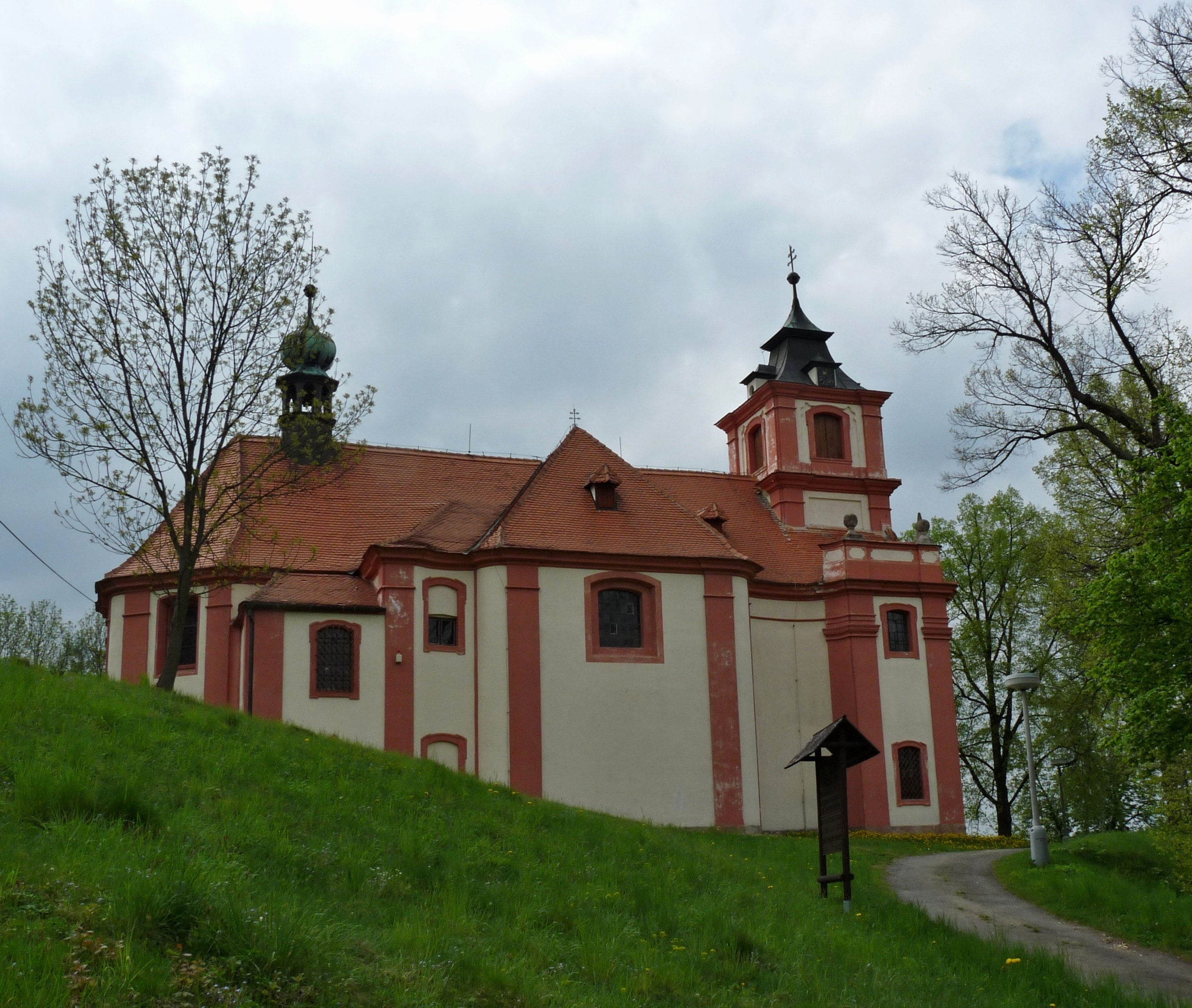
Kerk van Petrovice

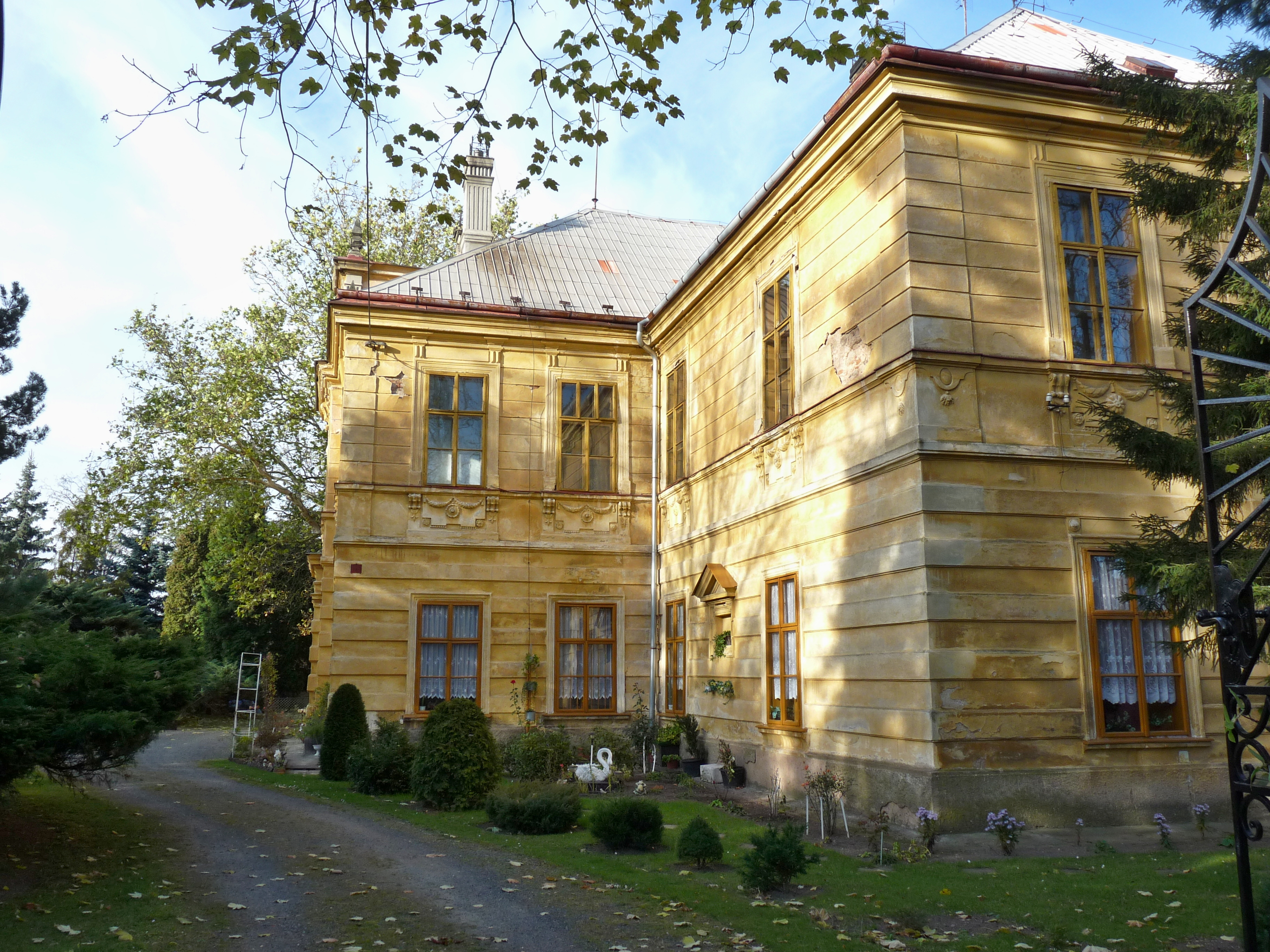
Kasteel van Petrovice

### Mariakerk
In het dorp staat een in barokstijl uitgevoerde kerk genaamd Visitatie van de Maagd Maria, gebouwd in 1714-1715 door graaf Jan Josef von Wallenstein, in de buurt van Gods waterput, waar in de 17e eeuw de Maagd Maria zou zijn verschenen. Het hoofdaltaar van de kerk dateert van 1891. Ten oosten van de kerk staat het eveneens in barokstijl uitgevoerde pastoriegebouw dat dateert van 1715.
Bij de kerk staan twee monumentale kleinbladige lindebomen.

### Kasteel
Het dorpskasteel werd in 1709 gebouwd op de plaats van de oorspronkelijke vesting. In 1860 werd het herbouwd in zijn huidige classicistische vorm.

## Galerij

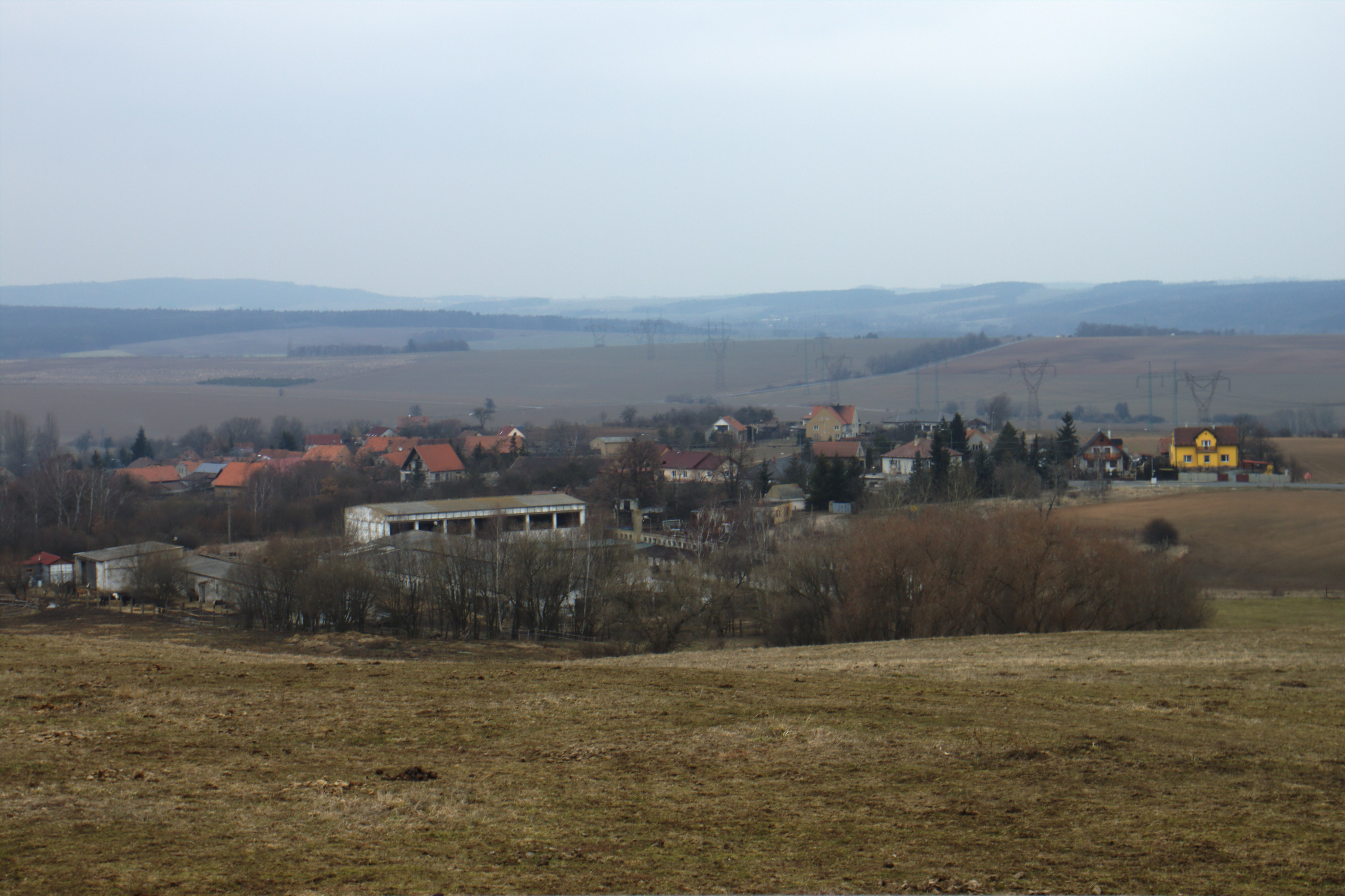
Blik op Petrovice
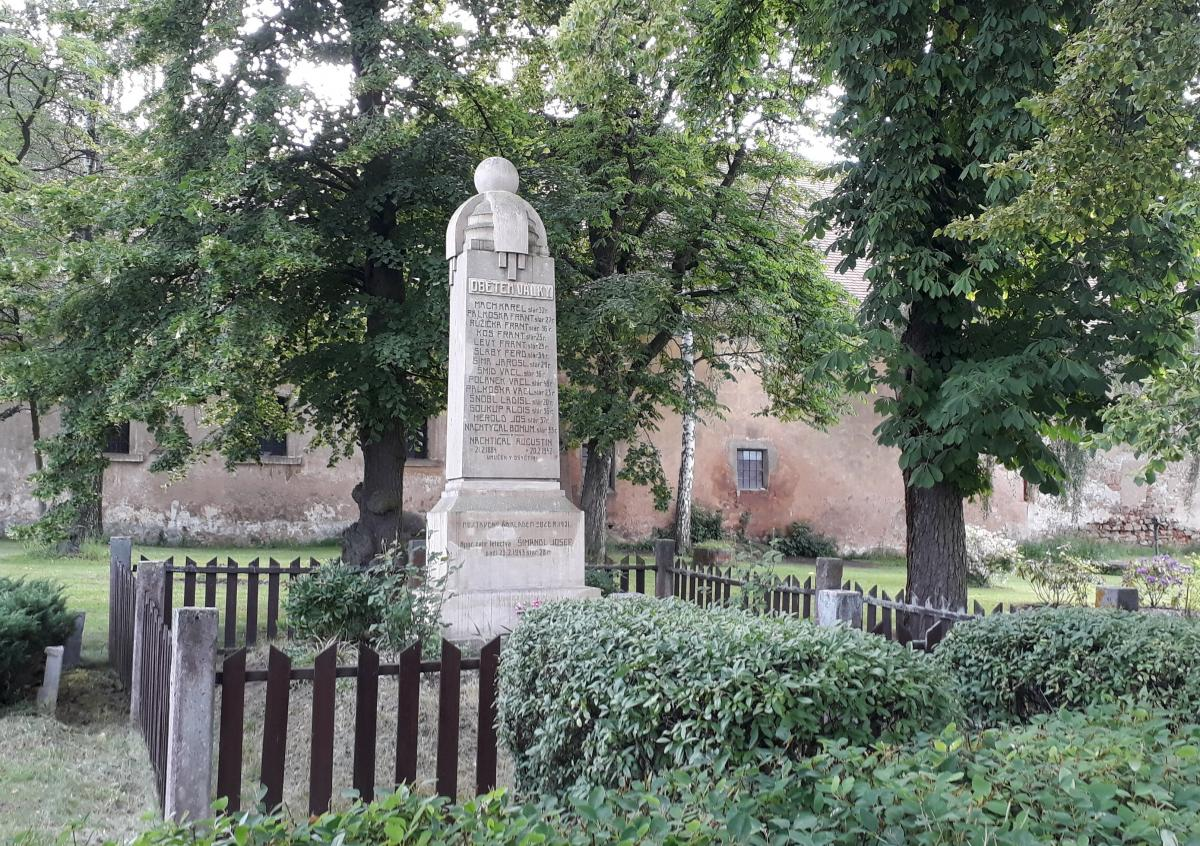
Herdenkingsmonument
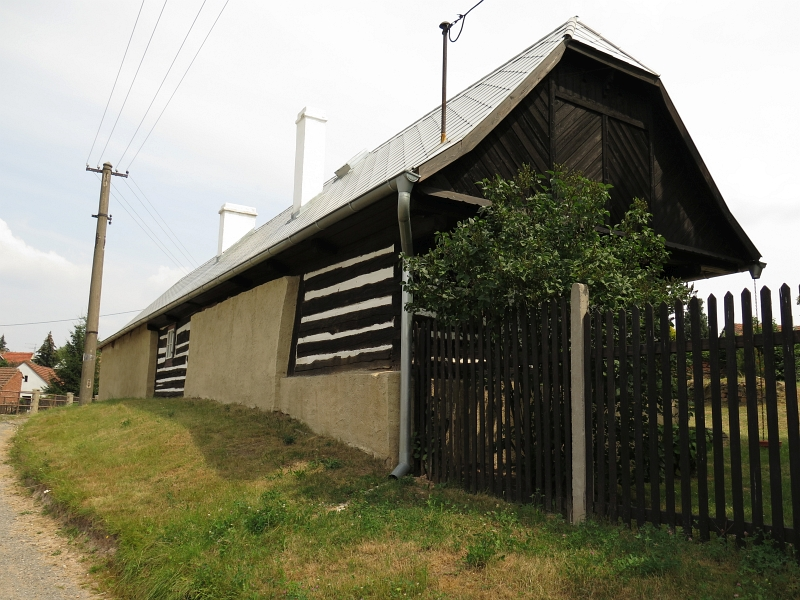
Monumentale boerderij langs de weg naar Příčiny
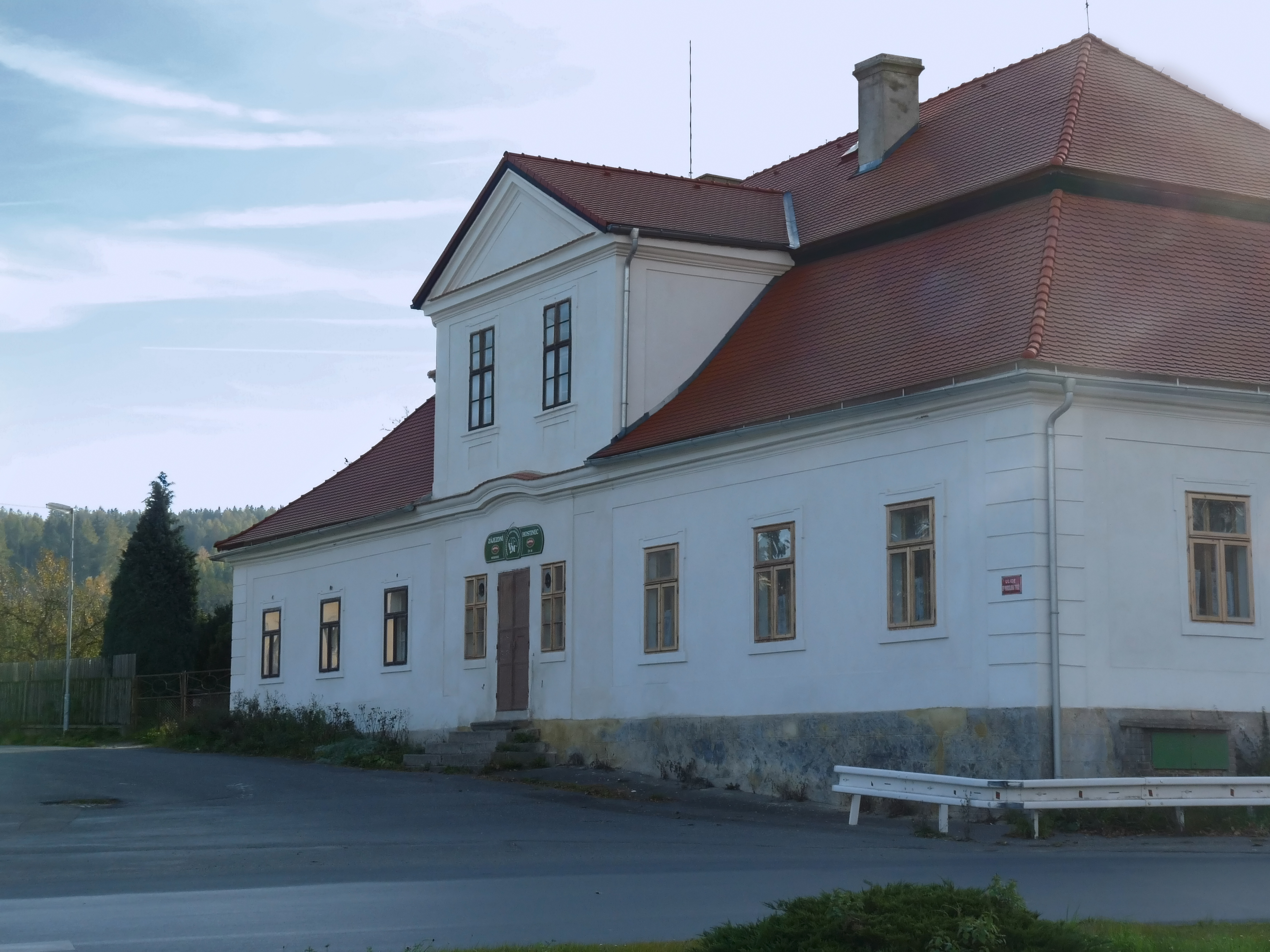
Café in Petrovice
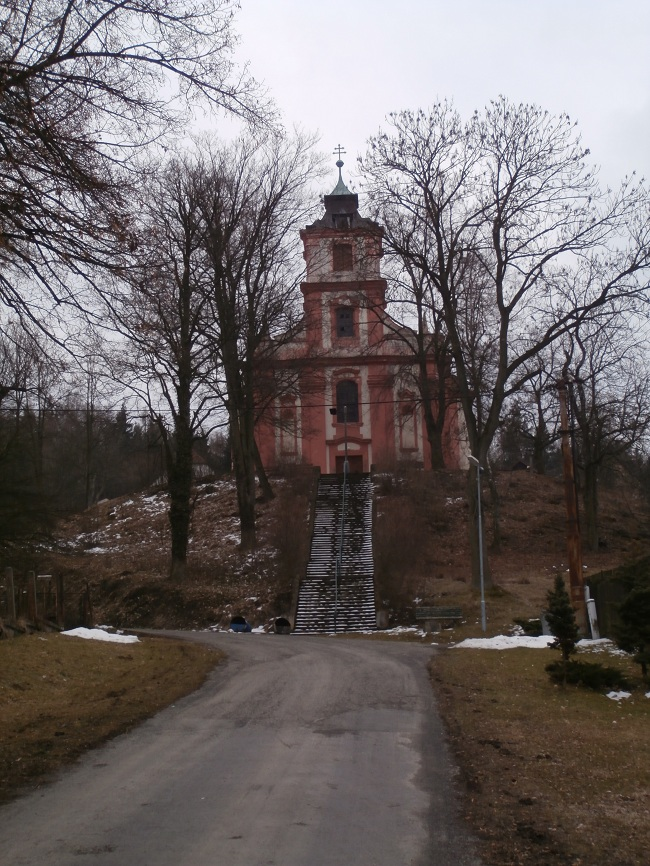
Mariakerk op de heuvel
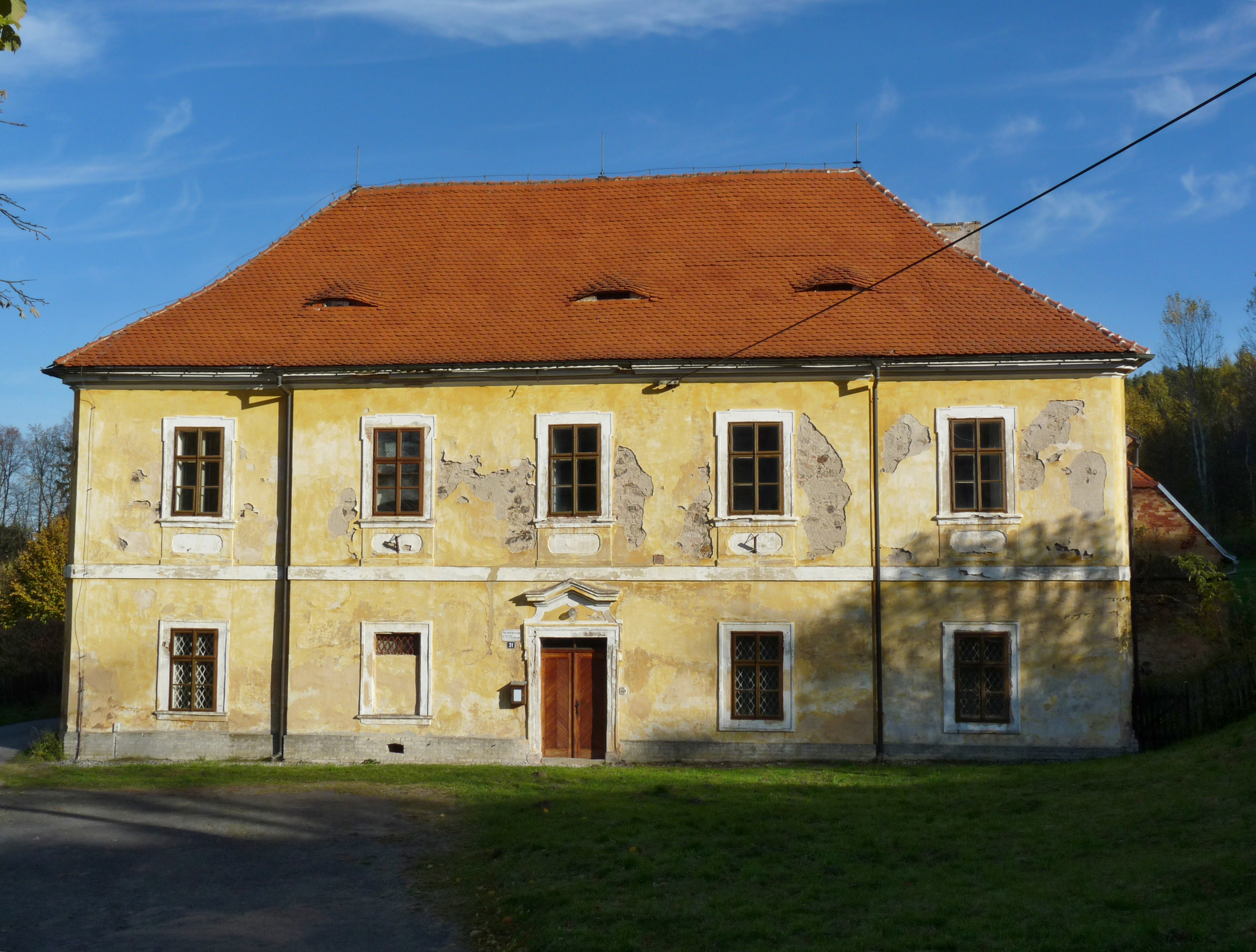
Parochiegebouw van de kerk